# Fête du Prince
La Fête du Prince est la fête nationale de Monaco. Elle est célébrée chaque année, depuis le 10 novembre 2014, jour de la célébration du bienheureux Rainier d'Arezzo et anniversaire de l'accession au trône du prince régnant.

## Histoire de la fête du Souverain à la fête du Prince

### Charles III et l'institution de la «Fête du Souverain»
En 1857, dans la deuxième année de son règne, Charles III cherche à réaffirmer la souveraineté de Monaco à la suite du traité de Stupinigi. Il décide alors d'instituer le 4 novembre, jour de son saint patron, Saint Charles Borromée, comme jour de la « Fête du Souverain ». Sous le règne de Charles III, la fête patronale du Souverain est célébrée par un Te Deum, en l'église Saint-Nicolas, avant la construction de la Cathédrale qui ne sera inaugurée, inachevée, qu’en avril 1884. À cette première célébration assistent le Gouverneur Général de la Principauté, connu sous le nom de Ministre d’État à partir février 1911, les fonctionnaires, les magistrats en corps et jusqu'en 1859, les officiers de la garnison sarde, remplacés en 1860 par les officiers de la Garde Nationale monégasque formée en 1848. L'hymne national est jouée dans l'église pour la première fois en 1863. À partir de 1864 la Garde Nationale, devenue en 1865 Milice Nationale, escorte le cortège qui va de l’Hôtel du Gouvernement à l’église et forme la haie dans cette dernière. En 1870, les Gardes du Prince remplaçant la Milice Nationale dissoute et les Carabiniers font la haie dans l’église. Dès 1871, après le Te Deum, la première prise d'armes a lieu sur la place du Palais avec la Compagnie des Gardes du Prince. Il y a aussi bien entendu des réjouissances, un grand feu d'artifice, des concerts et des jeux populaires sur le Rocher. Ce n’est qu’à partir de 1875 que la Compagnie des Carabiniers du Prince participe à la revue.
À son avènement sur le trône en 1890, le Prince Albert Ier fixe au 15 novembre, jour de la fête de son saint propre patron, Saint Albert le Grand, la Fête du Prince. En 1891, un cyclone qui a lieu lors du spectacle pyrotechnique emporte l'aérostat chargé d'artifices, et d'un drapeau monégasque, avant d'être retrouvé le 27 novembre par un paysan à la frontière italienne. En 1897, le chef d'orchestre Léon Jehin reprend la direction de l'orchestre à l'occasion du concert de gala de la fête nationale. En 1903, la Compagnie des Gardes étant en voie de dissolution la revue du 15 novembre ne comprend que les seuls Carabiniers. En 1911, les Sapeurs-Pompiers participent à la prise d’armes et y seront désormais présents.

### Louis II et l'avènement de la fête nationale
Le Prince Louis II, qui accède au pouvoir en 1922, déroge à la tradition. En effet, sa fête patronale, la Saint-Louis est célébrée le 25 août, durant la coupure estivale. Selon les termes de l’Ordonnance n° 21 du 17 juillet 1922, la « Fête du Souverain » est ainsi fixée au 17 janvier, jour de fête de Saint Antoine le Grand, fête patronale de sa petite fille, la Princesse Antoinette. Dès 1923, le Journal de Monaco emploie le terme de «Fête Nationale». En 1936, la Compagnie des Ballets de Monte-Carlo donne sa première manifestation en interprétant Cotillon à l'occasion de la fête du Prince.

### Rainier III: la Fête du Prince
En 1949, par l'Ordonnance n° 31 du 4 juillet 1949, le Prince Rainier III fixe la date de la Fête du Souverain au 11 avril. Puis à partir de 1952, par Ordonnance Souveraine n° 465 du 27 octobre 1951, le Prince Rainier III choisit le jour de son intronisation, le 19 novembre, qui est également le jour de la célébration du bienheureux Rainier d'Arezzo. Le 19 novembre 1952, pour la première fois, un détachement de la Police participe à la revue aux côtés des Carabiniers et des Sapeurs-Pompiers. En 1966, Sergei Denham redonne vie au Ballets russes de Monte-Carlo pour le concert de gala de la Fête du Prince.
Lors de son intronisation en 2005, S.A.S. le Prince Albert II décide, en hommage à son père, de maintenir la Fête du Prince à la même date.
En 2020, dans le contexte de la pandémie de coronavirus, la Fête du Prince a bien été maintenue avec un cérémonial allégé, la prise d’armes et le défilé ayant traditionnellement lieu sur la place étant annulés.

## Cérémonial
Le cérémonial actuel de la Fête Nationale remonte au règne du Prince Charles III, les cérémonial des célébrations actuelles se rapprochant de ce qui était fait aux prémices de la Fête nationale.

### Spectacle pyrotechnique
A la fin du XIXe siècle, après les feux d'artifice, une traditionnelle retraite aux flambeaux avec la Société philharmonique de Monaco parcourait la ville aux cris de: "Vive le prince Albert! Vive la Princesse Alice!" Dans un même "élan populaire habituel", les Monégasques pavoisent aujourd'hui leurs balcons aux couleurs de la Principauté.

### Célébration religieuse: leTe Deumet la prière pour le Prince
Traditionnellement, le cérémonial de la « Fête du Prince » démarre par un Te Deum en la Cathédrale. Le couple souverain est attendu sur le parvis de la cathédrale par l’archevêque. Le Prince et la Princesse se rendent en procession jusqu'à la loge princière dans le chœur de la cathédrale.

Après l’eucharistie, le chant du Te Deum est interprété par la Maitrise et les Petits Chanteurs de Monaco. Après le chant du Te Deum, l’archevêque et l'audience entonnent la prière pour le prince souverain :
Domine, salvum fac principem nostrum Albertum
Et exaudi nos in die qua invocaverimus te
Il se chante levé. La bénédiction solennelle est ensuite prononcée en latin.

### Défilé militaire: prise d'armes et remise de décorations
Dans la Cour d’Honneur, le prince souverain et sa famille assistent à la prise d’armes. Les cérémonies de remise des médailles du travail et des médailles d’honneur sont conduites par le ministre d’État.
Après le défilé, un salut au canon est donné par des pièces d'artillerie remontant au règne de Louis XIV.

### Rencontre amicale de football et concert de gala
Un match amical de football a lieu au Stade Louis-II.
Un concert de gala est donné en soirée, précédemment à la Salle Garnier, mais depuis 2005 au Grimaldi Forum par l'Orchestre philharmonique de Monte-Carlo avec des solistes prestigieux, ajoutant à l'évènement un attrait pour ces "vedettes" comme Mario del Monaco dans les années 80 ou Roberto Alagna en 2008 pour chanter La Flue enchantée.

## Signification

### Dimension politique et géopolitique
La fête du Prince est l'occasion de convier tous le corps diplomatique accrédité auprès du Prince de Monaco. Depuis l'origine, la Fête du Prince, d'abord connue comme fête du Souverain, est l'occasion d'une réaffirmation de l'autonomie politique et religieuse de la Principauté. La Fête du Prince déroule sur trois jours une longue série de dîners officiels qui sont l'occasion de renforcer le réseau diplomatique de la Principauté. Le réseau des représentations consulaires de Monaco participent aussi à cet effort en organisant localement la célébration de la Fête du Prince; ainsi dans les années 1870, le consul de Monaco organise la célébration d'un Te Deum en l'église Saint-Charles de Palerme.

### Dimension patriotique et monarchique
La Fête du Prince est la fête nationale de Monaco. Elle est ainsi à la fois la fête du souverain et de son peuple, ou bien comme le disait un observateur du XIXe siècle :

« Le prince et la Principauté ne sont-ils pas intimement liés, et la fête de l'un n'est-elle pas celle de l'autre? »

— Raymond de Boyer de Sainte-Suzanne, Les petits états de l'Europe: La principauté de Monaco